# Salzerova reduta
De Salzerova reduta (kort: Salzerka, eigenlijk Salzerova reduta II, soms Ferdinandova pevnůstka genoemd en Nederlands: Salzerredoute) is redoute gelegen op een eiland in de rivier Morava in de Moravische stad Olomouc in Tsjechië. De Salzerova reduta is in de jaren '50 van de 18e eeuw samen met Salzerova reduta I, Salzerova reduta III en přední pevnůstka č. 38 gebouwd en vormt onderdeel van de barokke vesting Olomouc. De redoute werd gebruikt bij het onderwater zetten van het gebied rond de vesting. De naam Salzerova reduta is een verwijzing naar Salzergut, een dorp dat verplaatst is, en nu bekend staat als Nový Svět, om plaats te maken voor de redoutes en het voorwerk. Sinds 1958 is de Salzerova reduta beschermd als cultureel monument (kulturní památka).

## Geschiedenis

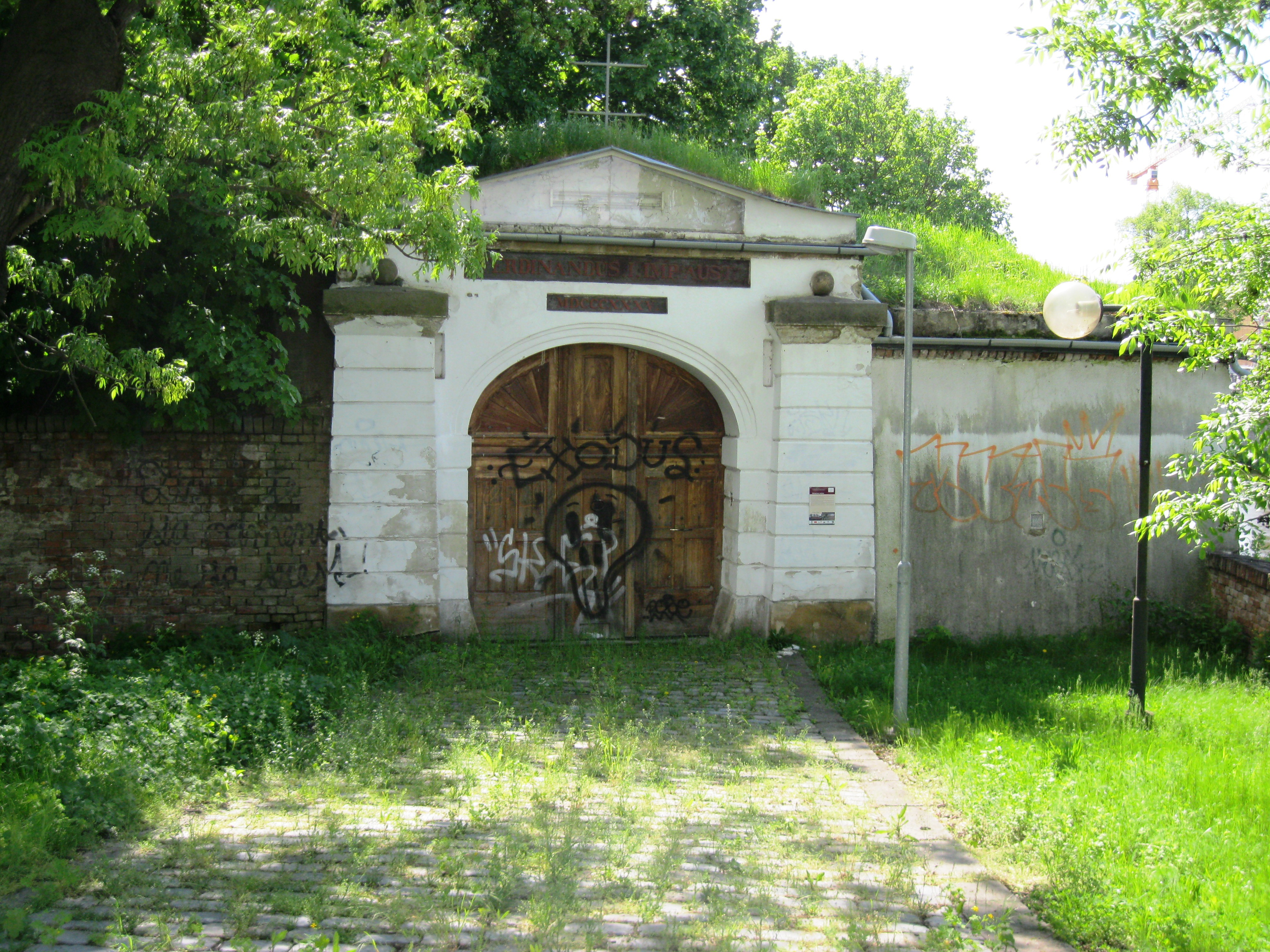
De hoofdingang van de Salzerova reduta

In de jaren '50 van de 18e eeuw werd op basis van plannen van Pierre Philippe Bechade de Rochepin begonnen met de verdere uitbouw van de barokke vesting rond de stad Olomouc en daarmee ook de bouw van de Salzerova reduta. De redoute had een dubbele gracht, die kon onder water worden gezet, waardoor de redoute op een eiland kwam te liggen.
Al in 1578 tijdens het Pruissische Beleg van Olomouc werd de vesting op de proef gesteld toen de Koning Frederik II met zijn leger vanuit het zuidwesten de stad aanvielen en faalden. Tijdens het hele beleg, dat maar twee maanden duurde, is er vanuit Salzerova reduta niet veel gevuurd.
Tussen 1834 en 1835 werd de redoute verbouwd om aan de hogere militaire eisen van de tijd te voldoen en kreeg het een kleine kaserne voor 80 man. Verdere verbeteringen werden in 1866 aangebracht.
Tijdens de Eerste Wereldoorlog werd de redoute gebruikt als onderdeel van het militaire epidemische ziekenhuis, specifiek voor tyfus- en cholera-patiënten. Na de Eerste Wereldoorlog kwam de Salzerova reduta in handen van de stad Olomouc. De stad verhuurde de redoute aan de lokale scouting. Tijdens de Tweede Wereldoorlog werd het gebruikt door de Wehrmacht en erna door de Tsjecho-Slowaakse Burgerbescherming de Civilní obrana als opslagplaats.
Sinds 2007 kwam de redoute op een eiland te liggen, nadat een nevengeul was gegraven in verband met de verbetering van de waterhuishouding van de rivier Morava. Tegenwoordig is de Salzerova reduta af te huren voor evementen zoals huwelijken.